# 布拉迪·史密斯
布拉迪·史密斯（英語：Brady Smith，1971年12月29日—）是美國的一位演員。他的妻子Tiffani Thiessen也是一位演員，並且育有一子一女。他在1994年畢業於斯蒂芬F.奧斯汀州立大學。他也出演過眾多電視劇。

## 外部連結
- Brady Smith在互联网电影资料库（IMDb）上的資料（英文）